# Teen Titans (Fernsehserie)
Teen Titans ist eine Zeichentrickserie, die von Warner Bros. Animation von 2003 bis 2006 produziert wurde. Sie basiert auf dem Superhelden-Team Teen Titans von DC Comics. In Deutschland wurden bisher nur die ersten beiden Staffeln von RTL II ausgestrahlt. Seit 2007 wurde die Serie nicht mehr im deutschen Fernsehen ausgestrahlt, und die Staffeln 3–5 sowie der Film: „Trouble in Tokyo“ wurden bis heute nicht auf Deutsch synchronisiert.

## Inhalt
Die Teen Titans bestehen aus Robin, Starfire, Raven, Beast Boy und Cyborg. Sie sind allesamt noch Teenager und beschützen mit ihren Superkräften die Welt vor bösen Mächten. So treten sie gegen größenwahnsinnige Verbrecher und feindliche Aliens an.
In der Serie tauchen weitere Figuren aus den DC-Comics auf, wie beispielsweise Hotspot, Aqualad und Terra. Auch die Städte Metropolis und Gotham City werden erwähnt, und es gibt Anspielungen auf das Unternehmen „Wayne Enterprise“. Bei Robin handelt es sich um Dick Grayson, den allerersten Robin.

### Teen Titans
- Robin ist der Anführer der Teen Titans. Im Gegensatz zu den anderen Titans besitzt er keine eigenen Superkräfte, sondern muss sich auf seine kämpferischen und analytischen Fähigkeiten und einen Kampfgürtel mit Spezialgadgets verlassen. Gelernt hat Robin seine Kampftechniken von Batman. Trotz seiner entschlossenen Fassade während Notfällen ist er in persönlichen Angelegenheiten sehr zurückhaltend und einzelgängerisch und schafft es erst spät, Starfire seine Zuneigung zu gestehen.

- Starfire stammt von dem weit entfernten Planeten Tamaran und ist mit minimalem Wissen über die menschliche Lebensweise als eine Gefangene zur Erde gekommen, wo sie zuerst eine halbe Stadt in Schutt und Asche legte, sich dann aber den Titans anschloss. Sie ist das sensibelste Mitglied der Titans. Ihre Kräfte ermöglichen ihr Superstärke, Flugfähigkeit, und ihre Gegner mit Energiestößen zu bekämpfen; später kann sie sogar Energiestrahlen aus ihren Augen abfeuern. Sie hat ein romantisches Interesse an Robin, dieser will sich das aber lange nicht eingestehen. In der Serie ist nur einmal ihr tamaranischer Name „Koriand'r“ von ihrem ehemaligen Erzieher zu hören.

- Raven ist das geheimnisvollste und zurückgezogenste Mitglied der Titans. Sie ist ein Halbdämon, ihr Vater ist der Dämon Trigon, die Essenz des Bösen. Es ist ihre Bestimmung, ihm als Portal zu fungieren, um dadurch das Ende der Welt einzuläuten, was aber von den Titans verhindert wird. Aufgrund dieser Bestimmung und ihrer Bemühung, ihre dunkle Seite unter Kontrolle zu halten, ist Raven von Natur aus eine Einzelgängerin. Sie fällt durch ihren trockenen Humor und ihr schon fast lebensmüdes und lethargisches Verhalten auf. Zwischen ihr und Beast Boy herrscht eine Art Hassliebe. Raven kann mit ihren telekinetischen Fähigkeiten leblose Objekte bewegen und im Kampf als Waffen einsetzen.

- Cyborg ist eine Mischung aus Mensch und Maschine. Er verfügt über zahlreiche mechanische Erweiterungen wie eine Schallwellen-Kanone in seinem Arm. Ein besonderes Persönlichkeitsmerkmal ist sein oft zu großer Stolz auf seine von ihm selbst konstruierten Gerätschaften und Maschinen, wie z. B.: das T-Auto. Es ist sein sehnlichster Wunsch, seine Menschlichkeit zu erhalten oder sogar wieder zu erlangen.

- Beast Boy besitzt die Fähigkeit, sich in jedes erdenkliche Tier zu verwandeln. Aufgrund seines infantilen Humors, seiner Obsession für Veganismus und der Geringschätzung seiner Fähigkeiten fühlt er sich oft missverstanden. Deswegen versucht er des Öfteren in spektakulären Alleingängen Aufmerksamkeit zu erregen. In Terra findet er eine Gleichgesinnte, in die er sich auch verliebt. Ihr Verrat an den Titans und ihr späterer Tod trifft ihn am härtesten. Vor seinem Beitritt zu den Teen Titans war er Mitglied der Superheldengruppe Doom Patrol.

- Terra ist ein geheimnisvolles Mädchen, das erst im späteren Verlauf ein Mitglied der Teen Titans wird. Sie hat die Fähigkeit, jede Form von Erde zu kontrollieren und gegen ihre Gegner einzusetzen. Da sie zunächst ihre Kräfte aber nicht beherrscht, ist Terra eine emotional labile Person, was sie für psychische Manipulationen sehr anfällig macht. Daher verrät sie die Titans schließlich an Slade. Erst als es fast zu spät ist, erkennt sie ihren Fehler und opfert sich, um ihre Freunde zu retten.

### Titans East
- Bumblebee: Eine junge Superheldin mit der Fähigkeit, zu schrumpfen und mittels Insektenflügeln zu fliegen. Zunächst eine Infiltratorin der H.I.V.E. Academy, wird sie später zur Anführerin von Titans East.

- Aqualad ist ein Wassermensch, dessen Heimatstadt Atlantis ist. Neben seiner Stärke und der Fähigkeit unter Wasser zu existieren und mit Meerestieren telepathisch zu kommunizieren, verfügt er auch über aquakinetische Fähigkeiten.

- Speedy ist ein Mensch, der genau wie Robin moderne Technologie in Form eines Bogens und einem Arsenal an Hightech-Pfeilen im Kampf verwendet.

- Mas y Menos (Spanisch: „Mehr oder Weniger“): Zwei Zwillinge aus Guatemala mit der Gabe der Supergeschwindigkeit, die sie aber nur bei gegenseitigem Kontakt aktivieren können. Obwohl sie Englisch recht gut verstehen, sprechen die beiden nur Spanisch. Sie sind auch die jüngsten Titans in der Serie.

### Feinde
- Slade ist der Hauptfeind der Teen Titans in der 1. und 2. Staffel. Er setzt im Kampf gegen sie auf hinterhältige Methoden und manipuliert ohne Skrupel alles und jeden, um seine Pläne zu verwirklichen. So zwingt er Robin, sein Schüler zu werden; als dies scheitert, wendet er sich Terra zu, die ebenfalls seine Schülerin wird, sich aber letztlich gegen ihn wendet und ihn in einen Lavasee stürzen lässt. In der 4. Staffel wird Slade von Trigon wieder zum Leben erweckt und erhält dämonische Kräfte; als Trigon ihn aber um seine Seele betrügt, stellt sich Slade mit den Titans gegen diesen und trägt entscheidend zu dessen Vernichtung bei.
Aus urheberrechtlichen Gründen wurde Slades Originalname der Figur „Deathstroke“ („Todesstreich“) in der Serie durch seinen zivilen Namen ersetzt. Außerdem wird er in der Serie nicht als Söldner, sondern als professioneller Berufsverbrecher dargestellt.

- H.I.V.E. Akademie ist eine Ausbildungsstätte für junge Superschurken. Sie wird zuerst von einer alten Dame und dann in der 3. Staffel von Brother Blood geführt. Die bekanntesten Absolventen sind Gizmo, Jinx und Mammoth, die später die Formation „Hive Five“ bilden.

- Brother Blood ist in der 3. Staffel der Hauptfeind der Teen Titans und insbesondere der von Cyborg. Er leitet die H.I.V.E Akademie und kontrolliert seine Schüler, indem er ihr Denken mit seiner hypnotischen Superkraft steuert. Zudem ist er sehr geübt in verschiedenen Kampfkünsten. Fasziniert von Cyborgs Eigenschaften, beginnt er dessen Technologie für seine finsteren Zwecke einzusetzen und lässt sich schließlich selbst zu einem Cyborg umbauen.

- Jinx ist eine junge Hexe mit der Fähigkeit, durch Realitätsmanipulation ihren Gegnern Unglück zuzufügen. Sie ist die Anführerin der Gruppe „Hive Five“, zeigt aber wenig Interesse an ihrem Ruf als Superschurke. In der Folge „Lightspeed“ trifft sie dann auf Kid Flash, einen Ehren-Teen Titan, der sie schließlich dazu überredet, die „Hive Five“ zu verlassen. Am Ende der 5. Staffel in „Titans Together“ kämpft sie schließlich mit Kid Flash an der Seite der Titans.

- Trigon ist ein Dämon und der Vater von Raven. In der 4. Staffel ist er der Hauptfeind der Teen Titans.

- Brotherhood of Evil („Bruderschaft des Bösen“) besteht aus vier Mitgliedern: The Brain („Das Gehirn“), dem intelligenten Gorilla Monsieur Mallah, Madame Rouge und General Immortus. Ursprünglich die Erzfeinde der Doom Patrol, Beast Boys ursprünglichem Superheldenteam, sind sie in der 5. Staffel die Hauptfeinde der Titans.

- Red X war ursprünglich eine Coveridentität Robins während eines vergeblichen Versuchs, mehr über Slades Pläne in Erfahrung zu bringen. In der dritten Staffel jedoch eignet sich ein Unbekannter diese Identität an. Red X nimmt die Rolle eines Antihelden und unterstützt die Titans gelegentlich. Red X ist ein Kampfkünstler und Akrobat wie Robin, seine Hauptwaffe ist jedoch der ursprünglich von Robin entwickelte Kampfanzug. Der Kampfanzug verfügt über multifunktionale X-förmige Projektile abschießende Geschosse, die z. B.: als Geschosse, Fesseln, Türöffner dienen, und befähigt seinen Träger zur Teleportation.

- Video-Freak (im Englischen Control Freak) ist ein Stubenhocker, Filmfanatiker und Comic Relief-Schurke der Serie, der die Realität mithilfe seiner Fernbedienung entsprechend seinen Vorstellungen manipulieren kann. Er nutzt seine Möglichkeiten allerdings nicht, um sich zu bereichern, sondern um sich gegenüber den Teen Titans als der Überlegene zu beweisen, was dazu führt, dass ihn die Titans letztendlich nicht so ernst nehmen wie andere Superschurken.

- Blackfire ist die ältere Schwester von Starfire und stammt genau wie diese vom Planeten Tamaran. Im Gegensatz zu ihrer friedliebenden Schwester ist sie eine selbstsüchtige Unruhestifterin.

- Psycho Paul (im Englischen Mad Mod) ist ein hochbetagter, anglophiler Verrückter, der hauptsächlich ein Feind der Teen Titans wird, weil er sie um ihre jugendliche Vitalität beneidet. Er ist sehr technikversiert und kreiert sich gerne illusionäre Welten.

- Cinderblock („Betonklotz“) ist ein humanoides, aus Beton bestehendes Wesen, das in der Serie als Handlanger verschiedener Antagonisten agiert.

## Produktion und Veröffentlichung
Die Serie wurde von Warner Bros. Animation und Cartoon Network in fünf Staffeln produziert. Regie führten unter anderem Michael Chang und Alex Soto. Die Erstausstrahlung erfolgte vom 19. Juli 2003 bis zum 16. Januar 2006 in fünf Staffeln durch Kids’ WB! in den USA. Die 12-minütige Folge The Lost Episode („Die Verlorene Folge“), in der die Titans gegen den Punk Rocket, einen musikalischen Anarchisten mit einer zerstörerischen Gitarre, kämpfen, wurde auf Englisch auf der Trouble In Tokyo-DVD herausgebracht.
Nach der Einstellung der Serie erschien ein Film als Direct-to-Video-Produktion. Der Film trägt den Titel Trouble In Tokyo. Die ersten beiden Staffeln wurden in einer deutschen Fassung erstmals ab dem 26. August 2004 von RTL II ausgestrahlt. Es folgten mehrere Wiederholungen. Die Serie wurde auch in Brasilien, Island, Polen, Ungarn, Griechenland und Japan veröffentlicht.

### Synchronisation
| Charakter | Englischer Sprecher | Deutscher Sprecher |
| --------- | ------------------- | ------------------ |
| Robin     | Scott Menville      | Julien Haggège     |
| Starfire  | Hynden Walch        | Susanne Geier      |
| Raven     | Tara Strong         | Katja Primel       |
| Cyborg    | Khary Payton        | Tobias Kluckert    |
| Beast Boy | Greg Cipes          | Rainer Fritzsche   |
| Terra     | Ashley Johnson      | Ranja Bonalana     |
| Slade     | Ron Perlman         | Jan Spitzer        |
| Blackfire | Hynden Walch        | Esra Seil          |

Trotz ihres gemeinsamen Ursprungs aus den DC-Comics hat Teen Titans keinerlei Beziehung zu der Zeichentrickserie Batman und ihren Ablegern aus den Jahren 1992–2006. Die Synchronsprecher der Original-„Teen Titans“ haben aber einen gemeinsamen Auftritt in der (im Deutschen nicht veröffentlichten) „Justice League“-Folge „Wild Cards“ als die dortigen Mitglieder der Royal Flush Gang; einige der Charaktere wurden auch nach der physischen Erscheinung der Sprecher designed. Desgleichen spielt Michael Rosenbaum in beiden Serien die Rolle von Wally West, dem Kid Flash bzw. Flash.

### Musik
Die Musik der Serie komponierten Lolita Ritmanis, Kristopher Carter und Michael McCuistion. Es gibt eine englisch- und eine japanischsprachige Version des Titelliedes, beide von Puffy AmiYumi. Die englischsprachige wird für ernsthaftere Folgen verwendet, die japanischsprachige für humorvollere. Zudem gibt es noch spezielle Varianten, die man hin und wieder zu hören bekommt, wie etwa die Larry-Version (Folge Auf Biegen und Brechen, gesungen vom Manager von Puffy AmiYumi) oder eine wortwörtliche Übersetzung des japanischen Serientitellieds, die Beast Boy im Film Trouble in Tokyo als Karaoke singt.

## Adaption
Es gibt die Comicserie Teen Titans Go!, die auf dieser Fernsehserie basiert aber in einem anderen, kindlicherem Stil fortgeführt wird.
Die in der dritten Staffel eingeführten Titans Más y Menos sind als erste originellen Charaktere aus der Fernsehserie, die auch in der Mainstream-Comicserie aufgetreten sind, in Teen Titans #38 von September 2006. Ein zweiter Charakter, der seinen Sprung in das DC Mainuniversum geschafft hat, ist Billy Numerous, ein jugendlicher Schurke mit der Fähigkeit der Selbstvervielfältigung (Catwoman #78, April 2008).

## Fortsetzungen
2012 wurde für Cartoon Network eine Reihe von Kurzfilmen mit den Teen Titans (hier in Chibi-Form, allerdings wieder mit ihren ursprünglichen Synchronsprechern) produziert und ausgestrahlt. Am 8. Juni wurde aufgrund des Erfolges dieser Shorts der Entschluss gefasst, die Serie unter dem Titel Teen Titans Go! wieder aufzulegen, wobei der Schwerpunkt mehr auf Comedy liegen soll als auf der Originalserie.